# Залесье (Осиповичский район)
Зале́сье (бел. Зале́ссе) — деревня в составе Ясенского сельсовета Осиповичского района Могилёвской области Белоруссии.

## Этимология
Залесье является названием-ориентиром, указывающим на положение поселения за лесом.

## Географическое положение
Деревня Залесье расположена в 20 км на восток от Осиповичей и в 5 км от ж/д станции Татарка на линии Осиповичи — Бобруйск, в 113 км от Могилёва. Транспортные связи осуществляются по автодороге Минск — Бобруйск. При Т-образной планировке преобладает застройка деревянными крестьянскими домами.

## История
В 1920-е годы году деревню Залесье основали переселенцы с соседних деревень, которым были отданы бывшие помещицкие земли. Вступление в колхоз произошло в 1930-е годы.
Во время Великой Отечественной войны Залесье было оккупировано немецко-фашистскими войсками. В январе 1942 года они сожгли деревню полностью, при этом было убито 15 жителей.
Залесье является родиной Героя Социалистического Труда А. М. Горбацевича.

## Население
- 1940 год — 79 человек, 26 дворов[1]
- 1959 год — 72 человека[1]
- 1970 год — 51 человек[1]
- 1986 год — 24 человека, 17 хозяйств[1]
- 2002 год — 9 человек, 7 хозяйств[1]
- 2007 год — 5 человек, 3 хозяйства[1]

## Комментарии
1. ↑  Названия и ударение даны по: Назвы населеных пунктаў Рэспублікі Беларусь: Магілёўская вобласць: нарматыўны даведнік / І. А. Гапоненка і інш.; пад рэд. В. П. Лемцюговай. — Минск: Тэхналогія, 2007. — С. 68. — 406 с. — ISBN 978-985-458-159-0.